# 전도서
전도서(공동번역성서, 개신교)(傳道書), 코헬렛(로마가톨릭)(히브리어: קהלת, 고대 그리스어: Ἐκκλησιαστής, 영어: Ecclesiastes)는 기독교와 유대교에서 쓰이는 구약성경의 한 책이다. 전도서의 저자는 자신을 다윗의 아들이며 이스라엘의 왕인 전도자(코헬렛)라 밝히고 있으며 책의 제목은 여기에서 나온 것이다. 전도서는 삶의 허무함과 삶의 최선의 방법들을 이야기하고 있다.
유대교 전승에 의하면 전도서는 노년의 솔로몬이 쓴 것이다. 그러나 역사학자들은 고대 페르시아어에서 온 외래어와 아람어가 사용되기 때문에 기원전 450년 이후에 작성되었다고 보며, 기원전 180년경에 작성되었다고 보기도 한다.

## 제목
그리스어 제목인 '에클레시아스테스(Ἐκκλησιαστής)'는 히브리어로 된 미상의 저자 '코헬렛(קהלת)'에 대한 70인역의 번역어다. 코헬렛의 어근인 '카알(קהל)'은 "모으다"라는 의미를 가지고 있다. 따라서 코헬렛은 모으는 사람, 특히 단어의 문법적 구성에 의해 여성을 의미하는 것으로 추정된다. 문맥상으로 코헬렛이 모으는 것은 격언이거나, 지혜를 구하는 회중이 될 수 있다.
오늘날 학계에서는 코헬렛을 '회중 앞에서 말하는 자'로 이해한다. 이에 따라 개역한글판에서는 코헬렛을 전도자로 번역하여 이 책의 제목은 전도서로 붙여졌다. 이를 따라 개역성경과 표준새번역 성경에서는 책의 제목은 전도서로, 저자는 전도자로 번역하고 있으며, 공동번역 성경과 쉬운성경에서는 책의 제목은 마찬가지로 전도서로 번역하며, 저자는 "설교자"로 번역하고 있다. 그러나 설교자 역시 히브리어 원어의 의미를 완전히 반영하지 못하는 것으로 여겨진다. 천주교 새번역 성경에서는, 원어를 음역하여 제목과 저자 모두 "코헬렛"으로 번역하고 있다.

## 저자

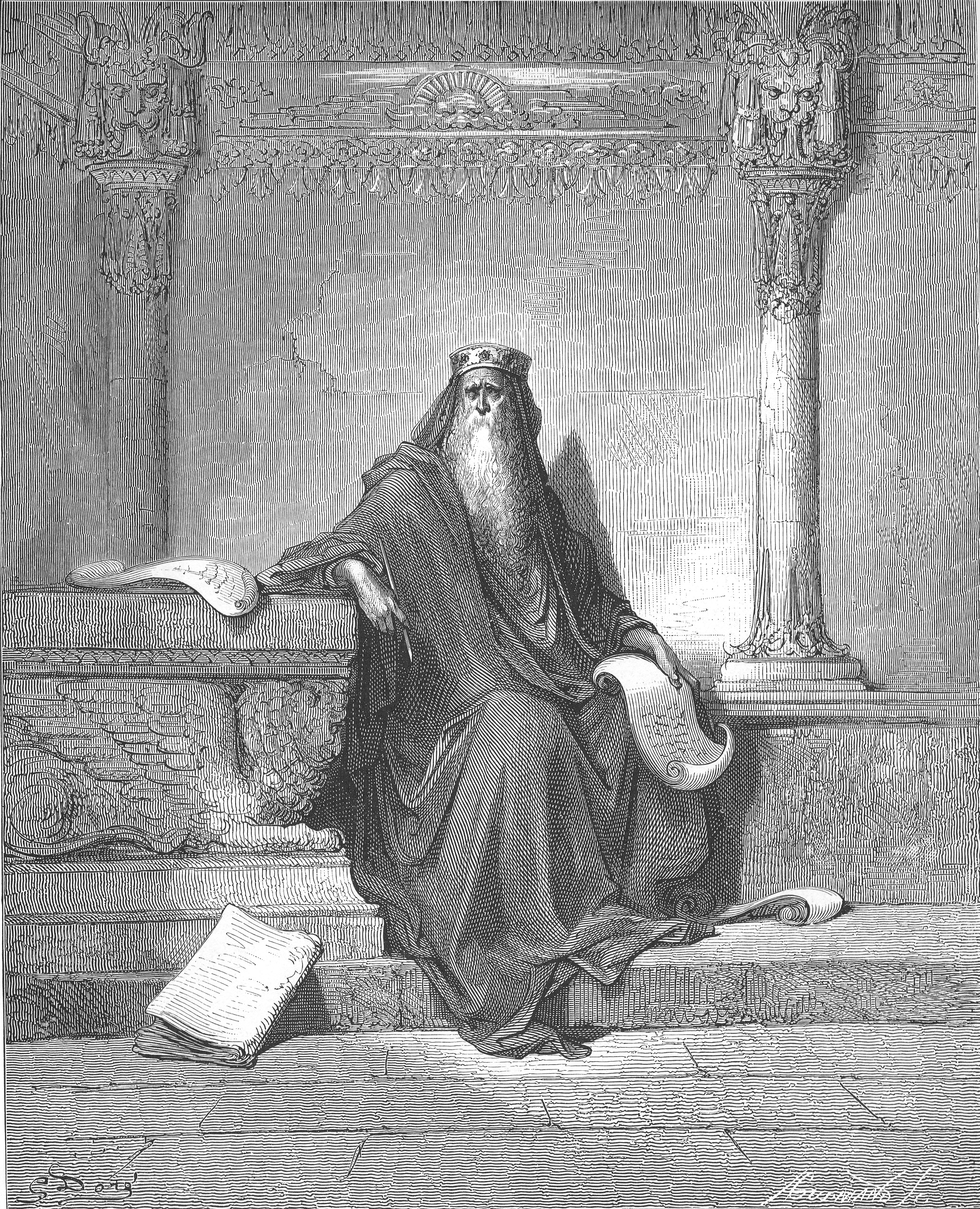
노년의 솔로몬왕. 귀스타브 도레의 1866년 작품. 솔로몬은 전도서의 저자로 알려져있다.

전도서 1장 1절에서 저자는 자신을 다윗의 아들이며 예루살렘의 왕이라 밝히고 있으며, 1장 12절에서는 예루살렘에서 이스라엘의 왕이라 밝히고 있다. 예루살렘에서 통치하였던 솔로몬왕의 후손들은 유다만을 통치하였으므로, 이는 솔로몬왕에게만 해당되는 것으로 추정되었고, 따라서 히즈키야와 휘하의 학자들이 이사야, 잠언, 아가, 전도서를 서술했다는 일부 학자들의 이론을 제외하고 대부분의 유대교와 초기 기독교, 그리고 개신교에서는 전도서의 저자를 노년의 솔로몬왕으로 여겼다.
그러나 과거부터 이 책이 바빌론 유수 이전에 쓰이지 않았을 것이라는 지적이 여럿 있어왔다. 니사의 그레고리우스는 이 책의 저자가 우리가 익히 알고 있는 솔로몬왕이 아니라 동명이인인 다른 솔로몬일 것으로 보았다. 디디모스는 반면 단일 저자가 아니라 여러 저자에 의해 쓰여졌다고 보았다.
현대 학계에서는 이 책이 바빌론 유수기에 저술되었다고 본다. 특히 고대 페르시아어에서 온 외래어와 아람어가 대놓고 사용되기 때문에 기원전 450년 이후로 보는데에는 이론의 여지가 없다. 페르시아 제국의 지배를 받았을 때 유다와 이스라엘의 언어는 페르시아의 영향을 받아 새로운 어휘를 여럿 갖게 되었는데, 전도서에서 사용된 페르시아계 단어는 다음과 같다.
- 낙원(히브리어: פַּרְדֵּס pardēs)
- 소식(히브리어: פִּתְגָם pitgām)[13]

기원전 180년에 집회서의 저자인 헬레니즘 유대인 벤 시라가 전도서를 인용했기 때문에 늦어도 기원전 180년 이전에는 서술되었다는 것이 중론이다. 논란의 중심이 되는 부분은 이 책이 아케메네스 제국 통치기에 서술되었는지, 혹은 헬레니즘 제국 통치기에 서술되었는지 여부이다. 아케메네스 통치기(450~330 BC)를 주장하는 학자들은 전도서에 그리스 문화의 영향이 전혀 없다고 주장하며, 헬레니즘 통치기(330~180 BC)를 주장하는 학자들은 그리스 사상과 사회상이 전도서에 녹아있다고 본다. 헬레니즘 통치기에 기록되었다고 할 때 예루살렘이 아닌 알렉산드리아에서 제작되었다고 보기도 한다.
이 책의 저자가 과연 1장에 등장하는 인물인 전도자와 동일인물인지도 확실치 않다. 전도서에는 전도자의 말을 제3자의 것처럼 인용하는 부분이 있는 한편, 본인의 말처럼 1인칭 화법을 사용하는 부분도 나타나기 때문이다. 전도자의 말을 제3자가 수집하여 엮었으며, 이후 새로운 저서에 유명한 현자의 이름을 붙여 저서에 무게를 싣는 당시의 풍습을 전도서의 저자가 사용한 것으로 보는 시각이 우세하다. 이런 관점에서 12장 8~14절의 내용은 전도자가 아닌 저자가 별도로 서술한 것으로 본다.

## 구성
전도서의 일부 구절들은 구약성경의 다른 부분들과 모순된 것처럼 보이기도 하며, 심지어는 전도서 안에서도 모순처럼 보이는 부분들이 있다. 탈무드는 이러한 까닭에 전도서를 다룰 때는 조심해야하고 만일 자신이 충분히 성숙하지 않다고 생각되면 읽는 것을 한 번 생각해보아야 한다고 적는다.
상기했듯 전도서 속에서는 자기모순적인 부분이 많이 발견된다. 대표적으로 죽은 자가 살아있는 자보다 낫다(4장 2절) 하는 부분도 있는 반면, 살아있는 개가 죽은 사자보다 낫다(9장 4절) 하는 부분도 있다. 근심이 웃음보다 낫다(7장 3절) 하는 부분도 있는 반면, 근심은 어리석은 자들에게 생긴다(7장 9절) 하는 부분도 있다. 이와 같은 각 구절의 긴장관계를 해소하는 것이 성서학자들의 주된 과제 중 하나였다.
이러한 모순에 대한 해결방안으로 여러 이론이 제기되었다. 대표적으로 모제스 멘델스존과 페르디난트 히치히가 도입하고 레비와 고르디스가 발전시킨 이론인 인용 이론이 있다. 여기서는 전도서의 모든 내용이 전도자의 주장이 아니라, 비정통적인 주장에 대한 전도자의 반박으로 구성되었다는 해석을 제기한다. 즉 마치 욥기처럼 여러 명의 이야기가 인용되어있음에도 불구하고 욥기에서는 각 주장이 누구의 것인지 명시한 반면 전도서는 그렇지 않다는 이야기이다. 디들렘 미헬(Diethelm Michel), 노르베르트 로흐핑크(Norbert Lohfink), R. N. 화이브레이가 이 주장을 더욱 발전시켰는데, 이들은 이러한 모순을 긴장 관계로 보고 전도자가 염세주의적이고 비정통적인 부분을 반박하는 구조로 작성되었다고 본다.
더 나아가서 해석 이론 역시 제기되었다. 이 이론에서는 전도자가 정말 존재했던 어떤 반대자의 의견을 인용한 것이 아니라, 가상적인 반대파를 설정하고 이에 반박하는 형식인 디아트리베의 양식을 따른다고 본다. 이와 같은 양식비평적 접근은, 왜 전도서에서 각 주장을 하는 인물을 명시하지 않는지에 대한 질문을 해결한다. 디아트리베 형식은 주로 학교에서 많이 사용되었다. 하나의 중심 사상이 서두에서 제기되고 후에 본격적으로 이를 설파하는데, 전도서의 구조를 이에 맞춰 해석하기도 한다.

### 주제
인간은 자기 성취를 위해 줄기차게 달려가지만 결국 공허함만을 발견하게 된다. 이것이 바로 종종 쾌락주의의 역설이라고 일컬어 진다. 우리가 진정으로 살 수 있는 것은 자신에 대해, 자아에 대해 죽을 경우만이며, 우리가 참된 즐거움을 알게 되기 시작하는 것은 오직 인간이 하나님의 은혜로 하늘을 향해 인간의 눈을 들때 비로소 가능하게 된다.
전도서의 주제에 대해 여러 의견이 존재한다. 개중에는 이 책이 긍정적인 시각으로 삶을 바라본다고 하는 학자도 있는 반면, 비관적으로 바라본다고 하는 학자들도 있다. 주제가 일관적인지 비일관적인지, 정통적인지 급진적인지에 대해서도 의견이 다르며, 심지어 전도자의 주장을 그대로 옮긴 것인지 아니면 전도자가 범한 오류를 지적하는 글인지에 대한 시각도 다르다.
어느 정도 통용되는 전도서의 주제를 말하자면 세상에 만연한 왜곡과 불평등, 인간 야망의 무용성, 세속적 지혜와 정의의 한계를 관찰하고 명상함으로써 발생하는 고통과 좌절이라고 할 수 있다. "해 아래(개역개정)"라는 문구는 이러한 내용과 함께 총 29번 사용된다. 이는 주권자인 신의 힘과 공의, 그리고 예측 불가능성을 인정하는 것이다.
전도서가 지식과 논리에 대한 의문을 던진다고 생각하며 읽을 것을 제안하는 사람들도 있다. 전도서의 결말은 11-12장에서 나타난다고 할 수 있는데, 결국 전도자는 어떤 객관적인 사실을 결론으로 전달하는 것 보다도 개개인의 성찰과 경험을 강조하는 것처럼 보인다.

## 정경

### 정경성
구약성경의 정경 목록에 전도서가 들어있는 것이 부적절하다는 주장이 예전부터 제기되어왔다. 책의 저자인 전도자가 노년에 신앙을 잃었다고 해석할 수 있는 부분이 있기에 이러한 주장은 힘을 잃지 않고 계속 제기되어올 수 있었다. 따라서 책의 내용을 해석하는 데에 총의를 모으는 것이 얌니아 회의 등 초대 교회의 핵심 주제 중 하나였다. 당시에 찬성측에서 사용한 논거 중 하나는 전도자로 추정되는 솔로몬의 저작이기 때문에 정경으로 둘 권위가 충분하다는 것이었다. 또 다른 논거로는 책의 결말부에서 '신을 두려워하며 그의 명령을 지키라'는 교훈이 주어지기 때문에 충분히 유익하다는 것이 있었다. 그러나 책의 나머지 부분에서 정경성을 찾으려는 모든 시도는 힘을 잃었다.

### 위치
전도서는 케투빔 중 다섯 메길롯으로 분류된다. 유대교에서 메길롯간 배열 순서는 다음의 두 가지가 있다.
- 히브리력의 순서에 따라 배치되어, 아가-룻기-애가-전도서-에스델기
- 중세시대에 상정한 형성 순서에 따라 배치되어, 룻기-아가-전도서-애가-에스델기

그러나 고대에는 케투빔에 대한 다른 분류법이 있어서, 전도서는 잠언과 아가 사이에 위치했었다. 이후 70인역이 번역될 때 이 전통을 따랐고, 현대 기독교의 정경도 이 순서로 배열한다. 이를 두고 전도서가 잠언의 여러 구절을 인용하며 또한 비판적으로 다루고 있기 때문에 고대에 이러한 순서로 배열했다고 보는 견해가 있다.

## 같이 보기
- 성경
- 타나크
- 바니타스화